# 코스모스 133호
코스모스 133호(러시아어: Космос 133), 또는 소유즈 7K-OK 제2호는 소유즈 우주선의 최초 무인 시험 비행에 나선 우주선으로, 소련의 우주 프로그램 가운데 하나였던 소유스 계획의 첫 번째 임무였다.

## 발사와 임무 수행
1966년 11월 28일 오전 11시 2분 바이코누르 우주 비행장에서 발사되었으며, 이 때 사용된 발사체는 소유즈 11A511 s/n U15000-02 로켓으로 이번이 첫 발사였다. 코스모스 133호는 '올업' 테스트로 예정되었으며 그 다음 날 발사될 예정이었던 소유즈 우주선 2호기 (소유즈 7K-OK 1호)와의 자동 도킹도 감안하였다.
발사 직후 코스모스 133호는 지구 저궤도에 진입하였다. 근지점은 171.0 km (106.3 mi), 원지점은 223.0 km (138.6 mi), 경사도는 51.9°, 공전 주기는 88.4분이었다.

## 소멸
앞서 연계 발사가 계획되었던 소유즈 우주선 2호기는 지상 테스트 중 발견된 문제로 발사가 지연되었으며, 1966년 12월 발사를 시도하였으나 발사대에서 발사체가 폭발하면서 우주선도 파괴되어 버렸다. 이에 앞서 코스모스 133호도 자세제어장치 (ACS)가 오작동해 방향성 연료가 급속히 소모되어 분당 2회의 속도로 회전중인 상태였다.
지상 관제소에서는 이틀에 걸쳐 재점화를 5차례씩 시도하는 노력을 이어나갔으며 마침내 코스모스 113호는 대기권에 진입하여 지상 착륙을 실시하게 되었다. 그러나 대기권 재진입 시 연소가 정확하지 못하여 우주선 캡슐이 중국 영토에 떨어질 것으로 판명되었다. 이에 관제소는 자폭 명령을 내렸고 1966년 11월 30일 10시 21분 (GMT)에 폭발하였다.
재진입 당시 일본 서부 상공에서 불덩이가 대기권을 통과하는 모습이 목격, 사진과 스케치로 기록되었다. 당시 일본 천문학자 도미타 고이치로는 이 불덩이가 소련 측의 우주선임을 확인하였다.